# Эсперантист

Флаг эсперанто

Эсперанти́ст (эсп. esperantisto) — человек, который говорит на эсперанто или иначе использует этот язык. Такое значение этого слова зафиксировано пятым параграфом Булоньской декларации (1905): «Эсперантистом называется любой человек, который знает язык Эсперанто и пользуется им, всё равно для каких целей он его использует. Принадлежность к какому-либо эсперантистскому обществу рекомендована каждому эсперантисту, но не обязательна».
Хотя определение Булоньской декларации является общеизвестным в эсперанто-сообществе, его разделяют не все эсперантисты. Так, классик эсперантистской поэзии Юлио Баги (1891—1967) заявил: «Быть эсперантистом означает не только знание языка. Это предназначение. Миссия. Стремление к лучшему миру. Настоящим эсперантистом не становятся, а рождаются, и эсперантистом можно быть до начала изучения языка». Подобное отношение к языку Эсперанто как к проекту преобразования мира на более справедливых принципах распространено среди эсперантистов.
Иногда, чтобы избежать особой стилистической окраски слов с суффиксом -ист- во многих этнических языках, носителей эсперанто называют эсперантоговорящими или эсперантофонами. Интересно, что слово «fono» на языке Эсперанто имеет более привычное значение, которое переводится на русский язык словом «фон». Поэтому возможное на языке эсперанто слово «esperantofono» может быть не понято собеседником. Наиболее точный перевод русского слова «эсперантоговорящий» на языке эсперанто передаёт слово «E-parolanto» («Esperanto-parolanto»).
Первое периодическое издание на эсперанто называлось «La Esperantisto» («Эсперантист»; 1889).

## Значения
Слово эсперантист употребляется чаще всего в двух значениях — человек говорящий на эсперанто или как-либо использующий его, или; человек занимающийся проблемой международного планового языка в тех, или иных формах.

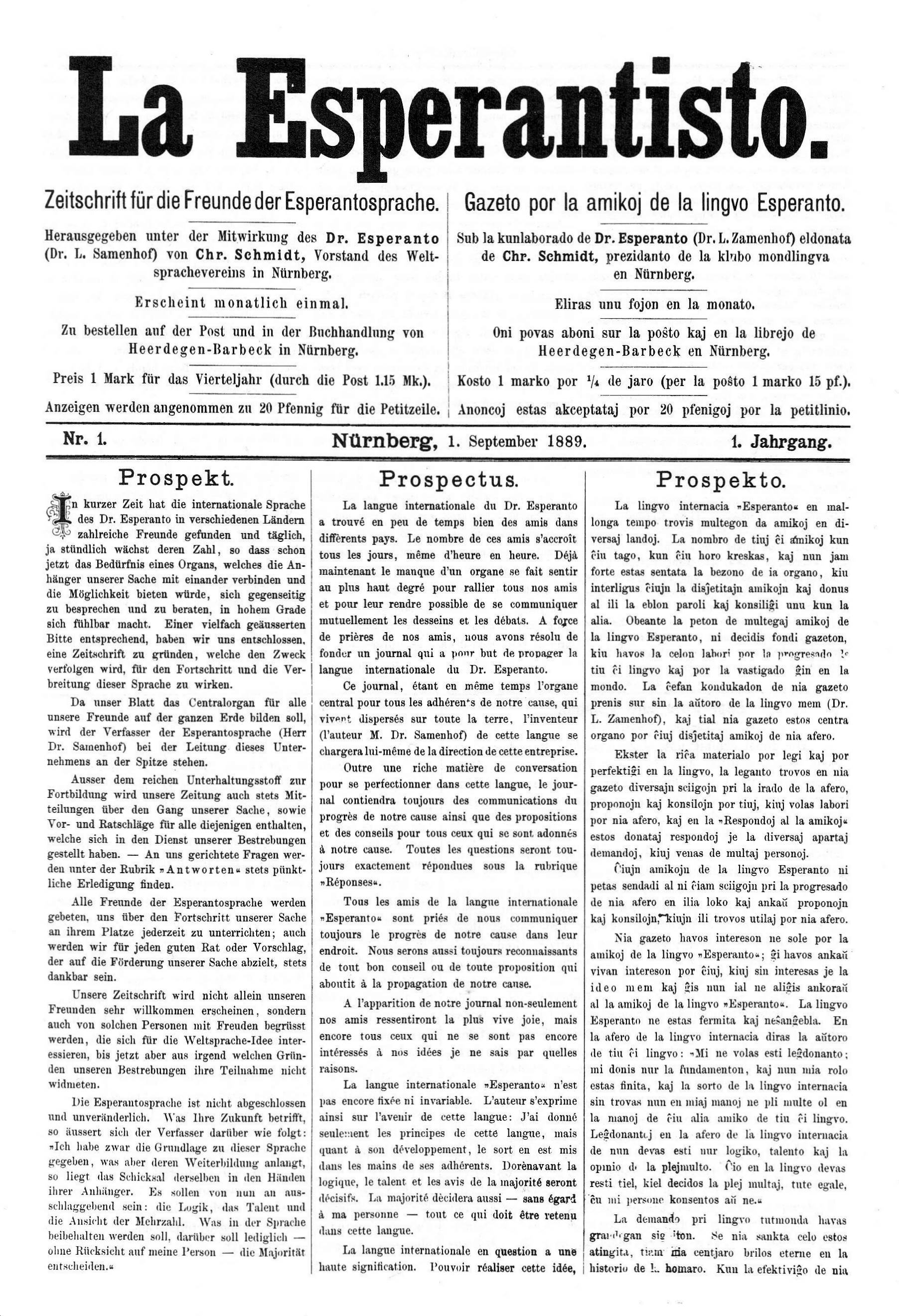
«Ла эсперантисто», первый номер

## Объединения эсперантистов
- Российский союз эсперантистов (REU/РоСЭ) (ru)
- Всемирная ассоциация эсперанто (UEA) (ru, eo и др.)
- Международный молодёжный конгресс эсперанто (eo)